# Société nationale des hydrocarbures du Bénin
La Société nationale des hydrocarbures du Bénin en abrégé SNH-BENIN S.A est une compagnie pétrolière nationale unipersonnelle dont l’État béninois est le seul actionnaire. La société est dirigée par un conseil d'administration avec Issifou Moussa Yari comme directeur général,,.

## Histoire
Avant de porter sa dénomination actuelle, la SNH-Bénin S.A était connue sous l'appellation de la Sobeh, Société béninoise des hydrocarbures. Elle voit le jour via le décret N° 2020-513 du 28 octobre 2020 portant approbation des statuts modifiés de la société béninoise des hydrocarbures, désormais dénommée société nationale des hydrocarbures du Bénin S.A,,,.

## Missions et attributions
La mission de la société nationale des hydrocarbures du Bénin S.A consiste d'une part à encourager et mettre en valeur les ressources minières nationales et d'autre part à gérer les intérêts de l'État dans le domaine des hydrocarbures.